# Прандоцин-Висьолек
Прандоцин-Висьолек (пол. Prandocin-Wysiołek) — село в Польщі, у гміні Сломники Краківського повіту Малопольського воєводства.
Населення — 530 осіб (2011).
У 1975-1998 роках село належало до Краківського воєводства.

## Демографія
Демографічна структура станом на 31 березня 2011 року:
|          | Загалом | Допрацездатний вік | Працездатний вік | Постпрацездатний вік |
| -------- | ------- | ------------------ | ---------------- | -------------------- |
| Чоловіки | 268     | 51                 | 187              | 30                   |
| Жінки    | 262     | 49                 | 172              | 41                   |
| Разом    | 530     | 100                | 359              | 71                   |